# Michael Zorc
Michael Zorc (Dortmund, 25 agosto 1962) è un ex calciatore e dirigente sportivo tedesco, di ruolo centrocampista.
Anche suo padre Dieter è stato un calciatore.

## Carriera
Zorc è stato un centrocampista centrale che ha giocato 463 partite con il Borussia Dortmund (record per il club), tra il 1981 e il 1998. Per molti anni è stato capitano dei gialloneri. È anche ai primi posti per le reti segnate con il Borussia. Ha vinto numerosi trofei con la sua squadra, tra cui la Champions League 1996-1997 e la Coppa Intercontinentale 1997.
Ha giocato anche 7 partite per la Germania.
Dal 1998, anno del suo ritiro dal calcio giocato, occupa il ruolo di direttore generale del Borussia Dortmund, ruolo che lascerà il 30 giugno 2022, dopo 24 anni di attività con il club tedesco.

## Palmarès

### Giocatore

#### Club

##### Competizioni nazionali
- Coppa di Germania: 1

Borussia Dortmund: 1988-1989
- Campionato tedesco: 2

Borussia Dortmund: 1994-1995, 1995-1996
- Supercoppa di Germania: 3

Borussia Dortmund: 1989, 1995, 1996

##### Competizioni internazionali
- UEFA Champions League: 1

Borussia Dortmund: 1996-1997
- Coppa Intercontinentale: 1

Borussia Dortmund: 1997

#### Nazionale
- Campionato d'Europa Under-18: 1

1981
- Campionato mondiale Under-20: 1

Australia 1981